# رحلات مايكي
رحلات مايكي أو  المغامر أستيبان غورو غورو  مسلسل أنمي ياباني عرض لأول مرة في 13 أكتوبر 1994 واستمر عرضه حتى 14 سبتمبر 1995 وتمت دبلجة المسلسل للغة العربية .

## الأصوات العربية
الأصوات:
- سناء حامد
- رندة حامد
- سمارة نهرا
- ربى الشريف
- اليسار حاموش
- حسني بدر الدين
- شربل أيوب
- أيمن بيطار
- سهير ناصر الدين
- محمود هزيمة
- سعد حمدان

## طاقم العمل في النسخة العربية
- كومبيوتر: نبيل حمّود
- تنفيذ: مازن حوراني، زياد حنّا
- مكساج: عدي رعد
- إدارة إنتاج: هشام إبراهيم (مدرجة باسم هشام إبراهيم)
- اشراف: محمّد إبراهيم (مدرجة باسم محمّد إبراهيم)

## روابط خارجية
- رحلات مايكي على موقع IMDb (الإنجليزية)
- رحلات مايكي على موقع كينوبويسك (الروسية)
- رحلات مايكي على موقع قاعدة بيانات الفيلم (الإنجليزية)
- رحلات مايكي على موقع ANN anime (الإنجليزية)